# Беквит, Джордж
Сэр Джордж Беквит (англ. Sir George Beckwith; 1753[…] — 20 марта 1823, Лондон) — британский полный генерал. Брат генерал-лейтенанта Томаса Сидни Беквита и бригадира Фердинанда Беквита.

## Биография
Сын генерал-майора Джона Беквита, Джордж Беквит был зачислен в 37-й пехотный полк в 1771 году. Он отличился  в американской войне за Независимость на стороне Британии, в ходе которой был назначен помощником майора Оливера Деланси, ответственного за британскую разведку. В июле 1782 года он сменил Деланси, а после окончания войны служил под началом сэра Гая Карлтона в Канаде. Усилия Беквита были направлены, главным образом, на разжигание  беспорядков в Вермонте, Флориде, Кентукки и Теннесси. В то время в Великобритании считали, что слабое американское правительство, столкнувшись с вооружёнными мятежами, может попросить о помощи англичан, что позволит вернуть под английский контроль Соединённые Штаты.
Затем Беквит, в чине полковника, на некоторое время вернулся в Британию, где получил назначение на должность губернатора Бермудских островов. Его багаж и мебель покинули Англию 23 сентября 1797 года на борту «Каледонии», направлявшейся в Галифакс, Новая Шотландия. Всё это было потеряно, когда «Каледония» была захвачена французами. Беквит отплыл следом на борту фрегата Королевского военно-морского флота и, таким образом, избежал участи своего багажа. Он прибыл на Бермуды в феврале 1798 года. Позже Беквит был назначен губернатором острова Сент-Винсент (в 1806 году), а затем губернатором  острова Барбадос (в 1810 году).
Когда в Карибском море развернулись решающие боевые действия между англичанами и французами за контроль над французскими колониями в Вест-Индии, генерал-майор Джордж Беквит был назначен командующим пехотой, направленной для захвата Мартиники (1809) и для высадки на Гваделупе (1810). Морской частью экспедиций руководил контр-адмирал Александр Кокрейн. Обе экспедиции закончились победой британцев: два известных своими сахарными плантациями острова перешли под контроль англичан.
За этот успех Джордж Беквит стал кавалером ордена Бани. В 1814 году он получил чин полного генерала, а с 1816 по 1820 год был главнокомандующим в Ирландии. Генерал сэр Джордж Беквит умер в Лондоне 20 марта 1823 года.
Племянник Джорджа Беквита, Джон Чарльз Беквит также стал британским военачальником.